# Vương quốc Liên hiệp Anh và Ireland tại Thế vận hội Mùa hè 1896
Mười vận động viên từ Vương quốc Liên hiệp Anh và Ireland tham dự bảy bộ môn tại Thế vận hội Mùa hè 1896. Các vận động viên người Anh và Ái Nhĩ Lan rất thành công và đứng thứ năm trong tổng số huy chương (7) và đứng thứ năm hòa trong tổng số huy chương vàng (2). Bảy huy chương cho 23 cuộc thi đấu trong 14 môn.
Hai tay vợt quần vợt Anh và Ireland cũng chơi trong đội hỗn hợp, giành được 1 huy chương vàng và 1 huy chương đồng. Những huy chương này không tính là một phần của tổng số huy chương của Anh.

## Huy chương

### Vàng
- John Pius Boland - quần vợt, đơn
- Launceston Elliot - cử tạ, một tay

### Bạc
- Grantley Goulding - điền kinh, 110 m vượt rào
- Frank Keeping - xe đạp, 12 giờ đua
- Launceston Elliot - cử tạ, hai tay

### Đồng
- Edward Battel - xe đạp, xuất phát đồng hạng
- Charles Gmelin - điền kinh, 400 m

## Điền kinh
Vận động viên Anh chiếm hai huy chương và về đích hạng tư trong môn điền kinh. 100m và 800m là hai nội dung họ có chút thành công.
| Nội dung       | Hạng | Vận động viên     | Vòng loại  | Chung kết  |
| -------------- | ---- | ----------------- | ---------- | ---------- |
|                |      |                   |            |            |
| 100 m          | –    | Launceston Elliot | Không biết | Bị loại    |
| 100 m          | –    | Charles Gmelin    | Không biết | Bị loại    |
| 100 m          | –    | George Marshall   | Không biết | Bị loại    |
|                |      |                   |            |            |
| 400 m          | 3    | Charles Gmelin    | Không biết | Không biết |
|                |      |                   |            |            |
| 800 m          | –    | George Marshall   | Không biết | Bị loại    |
|                |      |                   |            |            |
| 110 m vượt rào | 2    | Grantley Goulding | 18,4 giây  | 17,6 giây  |
|                |      |                   |            |            |

| Nội dung | Hạng | Vận động viên       | Điểm xa nhất |
| -------- | ---- | ------------------- | ------------ |
|          |      |                     |              |
| Ném đĩa  | 4    | George S. Robertson | 25,20 m      |
|          |      |                     |              |

## Xe đạp
Battel và Keeping mỗi người giành 1 huy chương tại giải xe đạp, về đích hạng tư và năm.
| Nội dung            | Hạng | Vận động viên | Thời gian/Khoảng cách |
| ------------------- | ---- | ------------- | --------------------- |
|                     |      |               |                       |
| 333 m               | 4    | Edward Battel | 26,2 giây             |
| 333 m               | 5    | Frank Keeping | 27,0 giây             |
|                     |      |               |                       |
| 100 km              | –    | Edward Battel | Không hoàn thành      |
|                     |      |               |                       |
| 12 giờ đua          | 2    | Frank Keeping | 314,664 km            |
|                     |      |               |                       |
| Xuất phát đồng hạng | 3    | Edward Battel | không biết            |
|                     |      |               |                       |

## Thể dục dụng cụ
Elliot đứng hạng chót trong giải leo dây. Anh ta không trèo lên được sợi dây 14 m, bỏ cuộc khi đã leo được khoảng dưới 12,5 m (khoảng cách cho huy chương đồng).
| Nội dung | Hạng | Vận động viên     | Chiều cao  |
| -------- | ---- | ----------------- | ---------- |
|          |      |                   |            |
| Leo dây  | 5    | Launceston Elliot | Không biết |
|          |      |                   |            |

## Bắn súng
Merlin và Machonet không giành được huy chương nào trong môn bắn súng.
| Nội dung             | Hạng | Vận động viên | Điểm             | Trúng            |
| -------------------- | ---- | ------------- | ---------------- | ---------------- |
|                      |      |               |                  |                  |
| Súng trường quân sự  | 10   | Sidney Merlin | 1156             | Không biết       |
| Súng trường quân sự  | –    | Machonet      | Không biết       | Không biết       |
|                      |      |               |                  |                  |
| Súng trường đa hướng | –    | Sidney Merlin | Không biết       | Không biết       |
|                      |      |               |                  |                  |
| Súng ngắn quân sự    | –    | Sidney Merlin | Không hoàn thành | Không hoàn thành |
|                      |      |               |                  |                  |
| Súng ngắn bắn nhanh  | –    | Sidney Merlin | Không hoàn thành | Không hoàn thành |
|                      |      |               |                  |                  |

## Quần vợt

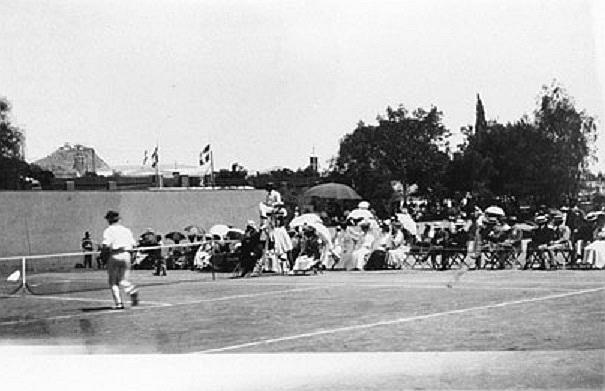
Trận chung kết giữa John Boland và Dionýsios Kásdaglis

Boland vượt xa những người khác trong giải quần vợt, thắng 6 điểm trong cả hai trận và hai huy chương vàng, mặc dù một huy chương là một phần của đội hỗn hợp. Anh ta đánh bại Traun tại vòng 1 của giải đơn, sau đó cặp với anh ta cho giải đôi. Robertson không thành công lắm, thua cả hai trận, nhưng anh được tặng 1 huy chương đồng trước đó bởi Ủy ban Thế vận hội Quốc tế vì đã miễn trận tứ kết đôi đặt anh ta ở hạng ba trong giải đó. Giống như huy chương vàng đôi của Boland, huy chương đồng của Robertsonkho6ng tính trong tổng số huy chương của Anh vì hai người chơi trong đội hỗn hợp.
| Nội dung | Hạng | Vận động viên                               | Vòng 1 | Tứ kết  | Bán kết | Chung kết      |         |
| -------- | ---- | ------------------------------------------- | ------ | ------- | ------- | -------------- | ------- |
|          |      |                                             |        |         |         |                |         |
| Đơn      | 1    | John Pius Boland                            | Thắng  | Thắng   | Thắng   | Thắng 6-2, 6-2 |         |
| Đơn      | 8    | George S. Robertson                         | Thua   | Bị loại | Bị loại | Bị loại        |         |
| Đôi      | 1    | John Pius Boland và · Friedrich Traun (GER) | –      | Thắng   | Miễn    | Thắng          |         |
| Đôi      | 3    | George S. Robertson và · Edwin Flack (AUS)  | –      | Miễn    | Thua    | Bị loại        | Bị loại |
|          |      |                                             |        |         |         |                |         |

| Quốc gia đối thủ | Thắng | Thua | Phần trăm |
| ---------------- | ----- | ---- | --------- |
| Đức              | 1     | 0    | 1,000     |
| Hy Lạp           | 5     | 2    | 0,714     |
|                  |       |      |           |
| Tổng cộng        | 6     | 2    | 0,750     |

## Cử tạ
Elliot nhấc tạ cùng trọng lực như Viggo Jensen trong giải nhấc hai tay, nhưng bị đặt hạng hai bởi Hoàng tử George của Hy Lạp vì cách nhấc tạ. Trong giải nhấc tạ một tay, anh ta dễ dàng đánh bại Jensen, đối thủ nhấc tạ chỉ có 57 kg
| Nội dung | Hạng | Vận động viên     | Trọng lượng cao nhất |
| -------- | ---- | ----------------- | -------------------- |
|          |      |                   |                      |
| Một tay  | 1    | Launceston Elliot | 71,0 kg              |
|          |      |                   |                      |
| Hai tay  | 2    | Launceston Elliot | 111,5 kg             |
|          |      |                   |                      |

## Vật
Elliot bại trận trước nhà vô địch Carl Schuhmann tại vòng 1 của giải vật, rơi vào hạng tư và là cuối.
| Nội dung     | Hạng | Vận động viên     | Tứ kết | Bán kết | Chung kết |
| ------------ | ---- | ----------------- | ------ | ------- | --------- |
|              |      |                   |        |         |           |
| Hy Lạp-La Mã | 4    | Launceston Elliot | Thua   | Bị loại | Bị loại   |
|              |      |                   |        |         |           |

| Quốc gia đối thủ | Thắng | Thua | Phần trăm |
| ---------------- | ----- | ---- | --------- |
| Đức              | 0     | 1    | 0,000     |
|                  |       |      |           |
| Tồng cộng        | 0     | 1    | 0,000     |